# 貴腐甜白酒

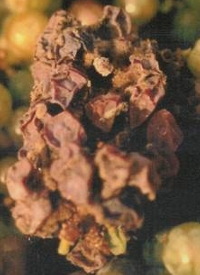
受灰葡萄孢菌感染而呈贵腐状态的葡萄

貴腐甜白酒（德語：Trockenbeerenauslese），又名貴腐酒，是一種由成熟並萎蔫的白葡萄所製成的甜點酒，原產自匈牙利，但是世界上的產地集中於奧地利、德國西部和法國東部。
貴腐酒的特色是糖份的比例非常高，味道甜美，被認為是甜白葡萄酒頂級的一種。一般而言隨著時日增長，貴腐甜酒會由金黃色，變成琥珀色或橘紅色。葡萄在過份成熟時有可能感染真菌灰葡萄孢菌（Botrytis cinerea），使果皮出現孔洞，水分揮發，呈現類似葡萄乾的狀態，称贵腐态。這時的葡萄糖分和其他成分相對一般濃縮，甜度達每公升340克的糖分。經過酿酒過程，部份糖分被酵母轉化成酒精。當酒精濃度達16%，酵母菌便會死去使到發酵作用停止。酒液中餘下的糖分便造成了這白酒的獨殊風味。
現代酿酒期間，一般會適時加入二氧化硫，不僅終止發酵，還殺死剩餘的酵母，使得發酵過程更完整地結束，隨後轉入橡木桶中熟成。

## 产区
要使葡萄感染貴腐黴，葡萄須生長在早上陰冷，水汽充足，下午乾燥炎熱的環境，才能使被貴腐黴生長及葡萄水分揮發，因此對產區環境要求嚴格，亦受天氣影響不保證每年皆能採收。
匈牙利東北部的托卡伊是釀造貴腐甜酒歷史最悠久的地方，最早的文字紀錄可追溯至西元1571年，第一瓶托卡伊貴腐甜酒則誕生於西元1576年，以貴腐甜酒聞名的法國波尔多索甸地區，則到17世紀才開始釀造貴腐甜酒，晚了托卡伊整整一個世紀。
以下是貴腐甜白酒幾個主要產區：
- 匈牙利托卡伊
- 法国波尔多索甸產區
- 德国莱茵高
- 澳洲格里菲斯（英语：Griffith, New South Wales）

另外，為了使葡萄感染狀態一致，所以必須分批採收。

## 食物配搭
最常見的貴腐酒搭配食物為鵝肝、藍乾酪及少數種類的堅果。然而貴腐酒須注意避免和可可含量高的巧克力、咖啡等食物一起食用。

## 外部連結
- 貴腐酒莊介紹(索甸巴薩克列級酒莊) （页面存档备份，存于）
- 滴滴細緻的香醇珍釀 ：貴腐酒 （页面存档备份，存于）
- 贵腐甜酒-甜美的滋味
- Noble Rot Affects the Aromatic Composition and Quality of Amarone Wine （页面存档备份，存于）